# Entoniscus brasiliensis
Entoniscus brasiliensis là một loài chân đều trong họ Entoniscidae. Loài này được Giard & Bonnier miêu tả khoa học năm 1887.